# Frank Morrison
Frank Brenner Morrison (ur. 20 maja 1905 w Golden, Kolorado, zm. 19 kwietnia 2004) – amerykański polityk.
Wyłamał się z tradycji rodzinnej i w okresie Wielkiego Kryzysu wstąpił do Partii Demokratycznej. Studiował prawo na Uniwersytecie Stanowym Kansas oraz w Nebraska College of Law; przez krótki czas zajmował się pracą na uczelni.
W 1934 rozpoczął działalność polityczną, zostając prokuratorem okręgowym. Wielokrotnie bez powodzenia ubiegał się o miejsce w Kongresie, zarówno w Izbie Reprezentantów, jak i Senacie. Cieszył się jednak opinią charyzmatycznego lidera oraz miał talent krasomówczy, dzięki czemu udało mu się odnieść zwycięstwo w wyborach na gubernatora Nebraski w 1961.
Przez trzy kolejne kadencje (do 1967) jako gubernator stanu przyczynił się do rozwoju przemysłu turystycznego w Nebrasce. W 1967 został namówiony przez prezydenta USA Lyndona Johnsona do ponownego ubiegania się o miejsce w Senacie; także ta próba zakończyła się niepowodzeniem.
Po odejściu z funkcji gubernatora razem z synem prowadził praktykę prawniczą, a także zaangażował się w ruch pacyfistyczny. W 2001 opublikował autobiografię One Man's Trip Through the 20th Century.